# Christian Otto von Helmolt
Christian Otto von Helmolt (* 22. Februar 1658 in Stödten; † 28. Februar 1727 in Kannawurf) war sachsen-gothaischer Obristleutnant, sachsen-weißenfelsischer Kammerrat sowie Erbherr auf Kannawurf und Bilzingsleben.
Er stammte aus dem Göttinger Adelsgeschlecht von Helmolt. Am 16./18. April 1726 kaufte er das Mannlehnrittergut der Gebrüdern Bose in Kannawurf für 43.000 Taler und legte so den Grundstock für die Besitzerweiterung seiner Familie im Thüringer Becken. Kannawurf gehörte damals zum Sekundogeniturfürstentum Sachsen-Weißenfels. In die Dienste des regierenden Herzogs trat Helmolt als Kammerrat. Dazu war es erforderlich, sich eine gewisse Zeit im Jahr am Hofe in Weißenfels aufzuhalten.
Er starb Ende Februar 1727 auf seinem Rittergut in Kannawurf und hinterließ die Söhne Friedrich August, Christian Ludwig († 30. August 1763) und Carl Gustav († 24. Mai 1762). Ersterer erhielt nach dem Tod seines Vaters nach erfolgter brüderlichen Teilung das väterliche Rittergut in Kannawurf und pflanzte den Zweig der Familie fort.